# Vorbach (Rothenburg ob der Tauber)
Vorbach ist ein Gemeindeteil der Großen Kreisstadt Rothenburg ob der Tauber im Landkreis Ansbach (Mittelfranken, Bayern). Vorbach liegt in der Gemarkung Leuzenbronn.

## Geografie
Der Weiler mit weniger als einem Dutzend Hausnummern liegt nicht ganz zweieinhalb Kilometer westlich der Stadtmitte von Rothenburg ob der Tauber in der kleinen Talschlucht des Vorbachs, des oberen und kleineren zweier gleichnamiger linker Zuflüsse der Tauber, der gegenüber der Rothenburger Bronnenmühle mündet. Unmittelbar über der nördlichen Hangschulter des ostwärts laufenden Taleinschnitts liegt in weniger als hundert Metern Entfernung der benachbarte Schorrenhof. Am westlichen Ortsrand gab es links wie rechts des Baches früher einen kleinen Steinbruch im Muschelkalk, beide sind inzwischen aufgelassen und als Geotop geschützt. Im nördlichen liegt heute ein etwa 0,5 ha großer Steinbruchweiher. Östlich des Weilers stehen zwei Fichten, die als Naturdenkmal ausgezeichnet sind.

## Geschichte
Im Geographischen Lexikon (1804) wird der Ort folgendermaßen beschrieben:

„Vorbach, ganz Reichsstadt Rothenburgischer innerhalb der Landwehre eine halbe Stunde von der Stadt gegen Schrotzberg gelegener Weiler von 7 Gemeindrechten. Der Ort ist nach Dettwang eingepfarrt, hat 9 Dienste und stellt 2 Wagen. Der Zehnt wurde mit Nortenberg 1385 erkauft und ist jetzt ein Privateigenthum einiger Rothenburgischen Particuliers. In ehemaligen Zeiten ist daselbst ein Schlößchen gestanden, welches 912 bey dem ersten Einfall der Hunnen zerstört worden seyn soll. Vom Thüngenschen Mordbrand s. Schweinsdorf. Das Vorbacher Thal hat schöne Versteinerungen, worunter auch cristallisirte Muscheln gefunden worden sind. Eine aufmerksamere Nachforschung in diesem Thal und in noch einer andern Taubergegend hinter der doppelten Brücke würde sich wohl mit guter Ausbeute belohnen.“

Mit dem Gemeindeedikt (frühes 19. Jahrhundert) wurde Vorbach dem Steuerdistrikt und der Ruralgemeinde Leuzenbronn zugeordnet. Im Zuge der Gebietsreform in Bayern wurde Vorbach am 1. Juli 1972 nach Rothenburg eingemeindet.

## Einwohnerentwicklung
| Jahr      | 001818 | 001840 | 001861 | 001871 | 001885 | 001900 | 001925 | 001950 | 001961 | 001970 | 001987 |
| Einwohner | 45     | 53     | 38     | 30     | 46     | 38     | 36     | 47     | 38     | 37     | 20     |
| Häuser    | 8      | 8      |        |        | 6      | 6      | 6      | 8      | 8      |        | 7      |
| Quelle    | [ 8 ]  | [ 9 ]  | [ 10 ] | [ 11 ] | [ 12 ] | [ 13 ] | [ 14 ] | [ 15 ] | [ 16 ] | [ 17 ] | [ 1 ]  |

## Religion
Der Ort ist seit der Reformation evangelisch-lutherisch geprägt und bis heute nach St. Jakob (Rothenburg ob der Tauber) gepfarrt. Die Einwohner römisch-katholischer Konfession sind nach St. Johannis (Rothenburg ob der Tauber) gepfarrt.

## Verkehr
Eine Gemeindeverbindungsstraße führt von der Mündung des Bachs im Osten das Vorbachtal hoch und steigt der Seitenmulde des Reutsachsener Grabens folgend auf die nördlich anliegende Hochebene. Dort teilt sie sich in einen Zweig westwärts nach Hemmendorf und einen anderen nordwärts nach Reutsachsen, das schon jenseits der Rothenburger Stadt- und bayerischen Landesgrenze auf dem Gebiet Creglingens liegt. Diese Verkehrswege haben nur örtliche Bedeutung. Der Überlandverkehr nutzt die St 1020 / L 1020, die an der Vorbachmündung über den abwärtigen Mündungssporn die Hochebene erklimmt und südlich an Reutsachsen vorbei westnordwestlich in Richtung Niederstetten-Rinderfeld zieht.